# جلسات سمر
جلسات سمر (بالألمانية: Stammtisch) هو اجتماع جماعي غير رسمي يعقد على أساس منتظم،  وكذلك عادة ما تكون المائدة المستديرة الكبيرة التي تجتمع حولها المجموعة، لا تعتبر "جلسات السمر" اجتماعًا منظمًا، بل هو لقاء ودي ويتم غالبًا بين الاصدقاء والمعارف.
تقليديًا يتم وضع علامة على طاولة الاجتماعات بعلامة مفصلة إلى حد ما تحجزها للأشخاص النظاميين. تاريخيًا، كانت الجلسات عبارة لقاءات خاصة بالذكور فقط وقد تتضمن التواصل الاجتماعي ولعب الورق وغالبًا ما تكون المناقشات سياسية أو فلسفية.